# 柯聳
柯耸，字素培，浙江嘉善縣人。清朝政治人物、進士出身。

## 生平
明崇禎十二年（1639年）己卯科浙江鄉試舉人，清順治六年（1649年），登進士，改庶吉士，授知县，历官通政司左参议。有《霁园诗》。